# Pac-Man World 3
 (juin 2015).
Si vous disposez d'ouvrages ou d'articles de référence ou si vous connaissez des sites web de qualité traitant du thème abordé ici, merci de compléter l'article en donnant les références utiles à sa vérifiabilité et en les liant à la section « Notes et références ».
Pac-Man World 3 est le 3e jeu vidéo de la série Pac-Man World débuté en 1999. Ce jeu a été porté sur PlayStation 2, Xbox, GameCube, PlayStation Portable, Nintendo DS le 12 mai 2006. Il marque le 25e anniversaire du jeu d'arcade Pac-Man. Ce jeu comporte plus de combats que dans les deux précédents opus de la série, bien que le jeu consiste toujours à réussir des niveaux en récoltant des pac-gommes, des fruits et des pièces pour débloquer des niveaux d'arcade.
Pour fêter le 25e anniversaire de Pac-Man, il est possible de jouer au premier jeu d'arcade de Pac-Man.

## Trame
Avide de pouvoir, Erwin, un savant fou, a trouvé le moyen d'aspirer l'énergie du Royaume spectral et a créé un siphon permettant de pénétrer dans ce monde. Mais ce siphon menace de faire effondrer le Royaume spectral sur le monde de Pac-Land, provoquant une catastrophe écologique.
Pac-Man célèbre son 25e anniversaire avec sa famille lorsqu'il est aspiré dans le royaume hanté. Orson, son ancien ennemi de Pac-Man World, lui explique la situation, et dans le même moment, Inky et Blinky sont enlevés par Erwin. Pinky et Clyde sont donc contraints d'aider Pac-Man s'ils veulent sauver leurs frères.